# 茨木俊秀
茨木 俊秀（いばらき としひで　1940年9月29日 - ）は、日本の計算機科学者。京都大学名誉教授。京都情報大学院大学名誉学長 。専門は、アルゴリズム、計算の複雑さ、組合せ最適化。兵庫県出身。

## 略歴
- 1963年 京都大学工学部電気工学科卒業[3]
- 1965年 京都大学大学院工学研究科電子工学専攻修士課程修了[3]
- 1967年2月 イリノイ大学研究員[3]および客員教授
- 1969年5月 京都大学工学部数理工学教室助手[3]
- 1970年9月 工学博士（京都大学）[4][3]
- 1973年4月 同助教授[3]
- 1983年4月 豊橋技術科学大学工学部情報工学系教授h[3]
- 1985年10月 京都大学工学部数理工学教室教授[5][3]
- 1998年4月 京都大学大学院情報学研究科数理工学専攻教授[5][3]
- 2001年4月 京都大学大学院情報学研究科研究科長（2003年3月まで）[3]
- 2004年4月 京都大学名誉教授[3]
- 2004年4月 関西学院大学理工学部情報科学科教授[5][3]
- 2009年4月 京都情報大学院大学教授[2][3]
- 2010年4月 京都情報大学院大学学長・応用情報技術研究科長[2][3]
- 2023年4月 京都情報大学院大学名誉学長[2]

## 受賞
- 電子情報通信学会米澤賞（電子情報通信学会）[6][7]
- 日本オペレーションズ・リサーチ学会文献賞（日本オペレーションズ・リサーチ学会）[7]
- 椹木論文賞（システム制御情報学会）[7]
- 電子情報通信学会論文賞（電子情報通信学会）[8][7]
- Editor's Choice賞（5編）（Discrete Applied Mathematics 誌）
- 日本オペレーションズ・リサーチ学会業績賞（日本オペレーションズ・リサーチ学会）[9][7]
- 日本数理科学協会学術賞 (JAMS Prize)（日本数理科学協会）[7]
- スケジューリング学会学術賞（スケジューリング学会）[3]
- 近藤賞（日本オペレーションズ・リサーチ学会）[10]
- 電子情報通信学会業績賞（電子情報通信学会）[11]
- 瑞宝中綬章[12][13]

## 役職
- ACMフェロー[7]
- 日本オペレーションズ・リサーチ学会副会長[7]・名誉会員[3]
- 日本応用数理学会理事[7]・フェロー[14]
- 電子情報通信学会 フェロー[7]
- 情報処理学会フェロー[7]
- スケジューリング学会 名誉会員

## 主な研究論文
- 千葉英史,浅野哲夫,茨木俊秀「衝突確率を考慮したバッファ配置問題に対する計算機シミュレーションを利用した手法」,情報処理学会,情報処理学会研究報告=IPSJ SIG technical reports 2006 (100),57-63,2006-09-27 NAID 110004824095
- 茨木俊秀「問題エンジンとしてのメタヒューリスティクス アルゴリズム」,第19回RAMPシンポジウム論文集,2007 NAID 10021840906
- 千葉英史,藤原洋志,茨木俊秀"LA-001 A New Approach to Approximate the Collision Probability in an Automated Production Line",FIT(電子情報通信学会・情報処理学会)運営委員会,情報科学技術レターズ 6 1-4,2007-08-22 NAID 110007641006
- T.Ibaraki, S.Imahori, K.Nonobe, K.Sobue, T.Uno, M.Yagiura, "An iterated local search algorithm for the vehicle routing problem with convex time penalty functions" , Discrete Applied Mathematics, Vol.156, pp.2050-2069,2008.doi:doi.org/10.1016/j.dam.2007.04.022
- K.Matsumoto, H.Miwa, T.Ibaraki, "Scheduling of corrugated paper production", European Journal of Operational Research, Vol.192, pp.782-792, 2009.doi:doi.org/10.1016/j.ejor.2007.10.019
- 茨木俊秀「汎用ソルバによる時間割作成-国際コンペティションITC2007に参加して-」,スケジューリング シンポジウム2008講演論文集 173-176,2008NAID10029478006
- 片岡達,茨木俊秀「研究室配属のための一方式の提案とその数理的考察」,日本オペレーションズ・リサーチ学会,日本オペレーションズ・リサーチ学会和文論文誌,51巻,pp.71-93,2008.NAID110007007979
- H.Hashimoto, Y.Ezaki, M.Yagiura, K.Nonobe, T.Ibaraki, A.Lokketangen, "A set covering approach for the pickup and delivery problem with general constraints on each route", Pacific Journal of Optimization, Vol.5, pp.185-202,2009.doi:10.1007/978-3-540-74446-7_16
- Shunji Umetani, Mutsunori Yagiura, Shinji Imahori, Takashi Imamichi, Koji Nonobe, Toshihide Ibaraki, "Solving the irregular strip packing problem via guided local search for overlap minimization", ITOR (International Transactions in Operational Research), Vol.16, pp.661-683, 2009.doi:10.1111/j.1475-3995.2009.00707.x
- Toshihide Ibaraki, "A personal perspective on problem solving by general purpose solvers", ITOR (International Transactions in Operational Research), to appear.doi:10.1111/j.1475-3995.2009.00752.x
- 茨木俊秀「学会の役割」,日本応用数理学会,応用数理20(1),3-,2010NAID110007580752
- 茨木俊秀「PとNPの半世紀」,日本オペレーションズ・リサーチ学会,経営の科学60(1),pp.22-28,2015-01 CRID1520290884213872768NAID110009900384
- 茨木俊秀「アルゴリズム研究から」,情報処理（チューリング賞50周年によせて）Vol.58,No.5,pp.358-359,2017CRID1010282257166217985

## 著書
- 室賀三郎,茨木俊秀,北橋忠宏「しきい論理」,産業図書,1976年, NCID BN01834010
- 茨木俊秀著,電子情報通信学会編「組合せ最適化の理論」,電子情報通信学会,1979年 ISBN 4885520304
- 日本自動制御協会,茨木俊秀,翁長健治「組合せ最適化手法とネットワーク:JAACE水曜講座テキスト」,日本自動制御協会,1979年NCID BA64875167
- 西川禕一,三宮信夫,茨木俊秀「最適化」,岩波書店,1982年 ISBN 4000101692
- 茨木俊秀「組合せ最適化:分枝限定法を中心として」,産業図書,1983年NCID BN0068970X
- 茨木俊秀「講座・数理計画法8」,産業図書,238p,1983年国立国会図書館書誌ID 000001630951
- 茨木俊秀 "Enumerative approaches to combinatorial optimization", J.C.Baltzer, 1987 ISBN 3905135272
- 茨木俊秀,加藤直樹 "Resource allocation problems:algorithmic approaches", MIT Press, 1988 ISBN 0262090279
- 茨木俊秀「アルゴリズムとデータ構造」,昭晃堂,209p,1989年 ISBN 4785601191
- 茨木俊秀,福島雅夫「FORTRAN77最適化プログラミング」,岩波書店,480p,1991年 ISBN 4000077007
- 茨木俊秀,福島雅夫「最適化の手法」,共立出版,218p,1993年 ISBN 4320026640
- 茨木俊秀「岩波講座応用数学 方法8」,岩波書店,127p,1993年 ISBN 4000105116
- 茨木俊秀,甘利俊一「離散最適化法とアルゴリズム」,岩波書店,135p,1998年第2刷 ISBN 4000108050
- 茨木俊秀「Cによるアルゴリズムとデータ構造」,昭晃堂,226p,1999年 ISBN 4785631171
- 柳浦睦憲,茨木俊秀「組合せ最適化:メタ戦略を中心として」,朝倉書店,237p,2001年 ISBN 4254275129
- 茨木俊秀,加藤直樹,Hirotaka Ono "Algorithms and computation:14th International Symposium, ISAAC 2003, Kyoto, Japan, December 15-17, 2003:proceedings",Springer,2003 ISBN 3540206957
- 茨木俊秀「情報学のための離散数学」,昭晃堂,237p,2004年 ISBN 4785631457
- 茨木俊秀,Nonobe Koji,柳浦睦憲 "Metaheuristics:progress as real problem solvers", Springer, 414p, 2005 ISBN 9780387253824ISBN 0387253823
- Hiroshi Nagamochi, Toshihide Ibaraki, "Algorithmic Aspects of Graph Connectivity", Cambridge University Press, 375p, 2008 ISBN 9780521878647
- 宮西正宜,茨木俊秀「現代数理入門」,関西学院大学出版会,282p,2009年 ISBN 9784862830418
- 茨木俊秀,永持仁,石井利昌「基礎数理講座5」,朝倉書店,315p,2010年 ISBN 9784254117806
- 茨木俊秀,永持仁,石井利昌「グラフ理論:連結構造とその応用」,朝倉書店,2010年 ISBN 9784254117806
- 茨木俊秀「最適化の数学」,共立出版,240p,2011年 ISBN 9784320015654
- 太田快人,酒井英昭,高橋豊,田中利幸,永持仁,福島雅夫,茨木俊秀,片山徹,藤重悟「数理工学事典」,朝倉書店,597p,2011年 ISBN 9784254280036
- 茨木俊秀「Cによるアルゴリズムとデータ構造」,オーム社,226p,2014 ISBN 9784274216046
- 茨木俊秀「AI時代の離散数学」,オーム社,274p,2020年 ISBN 9784274225819